# Okręg wyborczy nr 18 do Sejmu Rzeczypospolitej Polskiej
Okręg wyborczy nr 18 do Sejmu Rzeczypospolitej Polskiej obejmuje obszar miast na prawach powiatu Ostrołęki i Siedlec oraz powiatów garwolińskiego, łosickiego, makowskiego, mińskiego, ostrołęckiego, ostrowskiego, pułtuskiego, siedleckiego, sokołowskiego, węgrowskiego i wyszkowskiego (województwo mazowieckie). W obecnym kształcie został utworzony w 2001. Wybieranych jest w nim 12 posłów w systemie proporcjonalnym.
Siedzibą okręgowej komisji wyborczej są Siedlce.

## Wyniki wyborów
| Podział 12 mandatów: SLD–UP: 4 Samoobrona: 2 PSL: 3 PO: 1 PiS: 1 LPR: 1 |

| Podział 12 mandatów: SLD: 1 Samoobrona: 2 PSL: 2 PO: 2 PiS: 4 LPR: 1 |

| Podział 12 mandatów: LiD: 1 PSL: 2 PO: 3 PiS: 6 |

| Podział 12 mandatów: SLD: 1 RP: 1 PSL: 2 PO: 3 PiS: 5 |

| Podział 12 mandatów: PSL: 1 K’15: 1 PO: 2 PiS: 8 |

| Podział 12 mandatów: KO: 2 PSL: 1 PiS: 9 |

| Podział 12 mandatów: KO: 2 TD: 2 Konfederacja: 1 PiS: 7 |

## Reprezentanci okręgu
| Sejm | Rok  | Poseł KW            | Poseł KW           | Poseł KW                          | Poseł KW          | Poseł KW        | Poseł KW              | Poseł KW                    | Poseł KW              | Poseł KW                       | Poseł KW         | Poseł KW        | Poseł KW             | Poseł KW               | Poseł KW                        | Poseł KW         | Poseł KW                             | Poseł KW | Poseł KW          | Poseł KW | Poseł KW                                                  | Poseł KW | Poseł KW             | Poseł KW | Poseł KW       |
| ---- | ---- | ------------------- | ------------------ | --------------------------------- | ----------------- | --------------- | --------------------- | --------------------------- | --------------------- | ------------------------------ | ---------------- | --------------- | -------------------- | ---------------------- | ------------------------------- | ---------------- | ------------------------------------ | -------- | ----------------- | -------- | --------------------------------------------------------- | -------- | -------------------- | -------- | -------------- |
| IV   | 2001 |                     | J. Oleksy SLD–UP   |                                   | J. Kalinowski PSL |                 | G. Janowski LPR       |                             | K. Filipek Samoobrona |                                | M. Piłka PiS     |                 | S. Kurpiewski SLD–UP |                        | M. Sawicki PSL (2001) TD (2023) |                  | Z. Dziewulski Samoobrona             |          | Z. Chrzanowski PO |          | S. Prządka SLD–UP (2001) SLD (2005) LiD (2007) SLD (2011) |          | Z. Krutczenko SLD–UP |          | Z. Deptuła PSL |
| IV   | 2004 | J. Wojciechowicz PO | J. Oleksy SLD–UP   |                                   | J. Kalinowski PSL |                 | G. Janowski LPR       |                             | K. Filipek Samoobrona |                                | M. Piłka PiS     |                 | S. Kurpiewski SLD–UP |                        | M. Sawicki PSL (2001) TD (2023) |                  | Z. Dziewulski Samoobrona             |          |                   |          | S. Prządka SLD–UP (2001) SLD (2005) LiD (2007) SLD (2011) |          | Z. Krutczenko SLD–UP |          | Z. Deptuła PSL |
| V    | 2005 |                     | A. Czartoryski PiS | B. Kowalski LPR (2005) PiS (2007) | J. Kalinowski PSL |                 | R. Ambroziewicz PO    | G. Skwierczyński Samoobrona | K. Filipek Samoobrona | C. Mroczek PO (2005) KO (2019) | M. Piłka PiS     |                 | K. Tchórzewski PiS   |                        | M. Sawicki PSL (2001) TD (2023) | H. Kowalczyk PiS |                                      |          |                   |          | S. Prządka SLD–UP (2001) SLD (2005) LiD (2007) SLD (2011) |          |                      |          |                |
| VI   | 2007 |                     | A. Czartoryski PiS | B. Kowalski LPR (2005) PiS (2007) | J. Kalinowski PSL |                 | A. Kania PO           | E. Jakubiak PiS             | J. Kozaczyński PO     | C. Mroczek PO (2005) KO (2019) |                  | T. Wargocka PiS | K. Tchórzewski PiS   |                        | M. Sawicki PSL (2001) TD (2023) | H. Kowalczyk PiS |                                      |          |                   |          | S. Prządka SLD–UP (2001) SLD (2005) LiD (2007) SLD (2011) |          |                      |          |                |
| VI   | 2009 | K. Borkowski PSL    | A. Czartoryski PiS | B. Kowalski LPR (2005) PiS (2007) |                   |                 | A. Kania PO           | E. Jakubiak PiS             | J. Kozaczyński PO     | C. Mroczek PO (2005) KO (2019) |                  | T. Wargocka PiS | K. Tchórzewski PiS   |                        | M. Sawicki PSL (2001) TD (2023) | H. Kowalczyk PiS |                                      |          |                   |          | S. Prządka SLD–UP (2001) SLD (2005) LiD (2007) SLD (2011) |          |                      |          |                |
| VII  | 2011 | K. Borkowski PSL    | A. Czartoryski PiS | K. Pawłowicz PiS                  | G. Woźniak PiS    |                 | A. Kania PO           | B. Bodio RP                 | J. Kozaczyński PO     | C. Mroczek PO (2005) KO (2019) |                  |                 | K. Tchórzewski PiS   |                        | M. Sawicki PSL (2001) TD (2023) | H. Kowalczyk PiS |                                      |          |                   |          | S. Prządka SLD–UP (2001) SLD (2005) LiD (2007) SLD (2011) |          |                      |          |                |
| VIII | 2015 |                     | A. Czartoryski PiS | K. Pawłowicz PiS                  | G. Woźniak PiS    | M. Zagórski PiS | J. Hibner PO          |                             | D. Milewski PiS       | C. Mroczek PO (2005) KO (2019) |                  | T. Wargocka PiS | K. Tchórzewski PiS   |                        | M. Sawicki PSL (2001) TD (2023) | H. Kowalczyk PiS | A. Siarkowska K’15 (2015) PiS (2019) |          |                   |          |                                                           |          |                      |          |                |
| IX   | 2019 | M. Górski PiS       | A. Czartoryski PiS |                                   | G. Woźniak PiS    | M. Zagórski PiS | K. Gasiuk-Pihowicz KO |                             | D. Milewski PiS       | C. Mroczek PO (2005) KO (2019) |                  | T. Wargocka PiS | K. Tchórzewski PiS   |                        | M. Sawicki PSL (2001) TD (2023) | H. Kowalczyk PiS | A. Siarkowska K’15 (2015) PiS (2019) |          |                   |          |                                                           |          |                      |          |                |
| IX   | 2023 | M. Górski PiS       | A. Czartoryski PiS | I. Kurowska PiS                   | G. Woźniak PiS    |                 | K. Gasiuk-Pihowicz KO |                             | D. Milewski PiS       | C. Mroczek PO (2005) KO (2019) |                  | T. Wargocka PiS | K. Tchórzewski PiS   |                        | M. Sawicki PSL (2001) TD (2023) | H. Kowalczyk PiS | A. Siarkowska K’15 (2015) PiS (2019) |          |                   |          |                                                           |          |                      |          |                |
| X    | 2023 |                     | A. Czartoryski PiS | Ż. Cwalina-Śliwowska TD           | G. Woźniak PiS    | M. Koc PiS      | K. Gasiuk-Pihowicz KO |                             | D. Milewski PiS       | C. Mroczek PO (2005) KO (2019) | M. Grabowski PiS |                 | K. Tchórzewski PiS   | K. Mulawa Konfederacja | M. Sawicki PSL (2001) TD (2023) | H. Kowalczyk PiS |                                      |          |                   |          |                                                           |          |                      |          |                |
| X    | 2024 | M. Popielarz KO     | A. Czartoryski PiS | Ż. Cwalina-Śliwowska TD           | G. Woźniak PiS    | M. Koc PiS      |                       |                             | D. Milewski PiS       | C. Mroczek PO (2005) KO (2019) | M. Grabowski PiS |                 | K. Tchórzewski PiS   | K. Mulawa Konfederacja | M. Sawicki PSL (2001) TD (2023) | H. Kowalczyk PiS |                                      |          |                   |          |                                                           |          |                      |          |                |

### Wybory parlamentarne 2001
| Komitet wyborczy                                      | Komitet wyborczy                              | Głosów | %     | Mandaty | Wybrani posłowie                                                            |
| ----------------------------------------------------- | --------------------------------------------- | ------ | ----- | ------- | --------------------------------------------------------------------------- |
|                                                       | KKW Sojusz Lewicy Demokratycznej – Unia Pracy | 95 939 | 30,06 | 4       | Józef Oleksy, Stanisław Kurpiewski, Stanisława Prządka, Zbigniew Krutczenko |
|                                                       | Polskie Stronnictwo Ludowe                    | 73 257 | 22,95 | 3       | Jarosław Kalinowski, Marek Sawicki, Zbigniew Deptuła                        |
|                                                       | Samoobrona Rzeczpospolitej Polskiej           | 45 277 | 14,19 | 2       | Krzysztof Filipek, Zbigniew Dziewulski                                      |
|                                                       | Liga Polskich Rodzin                          | 30 858 | 9,67  | 1       | Gabriel Janowski                                                            |
|                                                       | Prawo i Sprawiedliwość                        | 26 885 | 8,42  | 1       | Marian Piłka                                                                |
|                                                       | KWW Platforma Obywatelska                     | 24 258 | 7,60  | 1       | Zbigniew Chrzanowski, Jacek Wojciechowicz                                   |
|                                                       | KKW Akcja Wyborcza Solidarność Prawicy        | 15 773 | 4,94  | –       |                                                                             |
|                                                       | Unia Wolności                                 | 5108   | 1,60  | –       |                                                                             |
|                                                       | Alternatywa Ruch Społeczny                    | 1414   | 0,44  | –       |                                                                             |
|                                                       | Polska Partia Socjalistyczna                  | 379    | 0,12  | –       |                                                                             |
| Frekwencja: 45,65% Źródło: Państwowa Komisja Wyborcza |                                               |        |       |         |                                                                             |

Poniższa tabela przedstawia podział mandatów dla komitetów wyborczych na podstawie uzyskanych głosów, a następnie obliczonych ilorazów wyborczych na podstawie zmodyfikowanej metody Sainte-Laguë.
| Podział mandatów dla komitetów wyborczych na podstawie zmodyfikowanej metody Sainte-Laguë | Podział mandatów dla komitetów wyborczych na podstawie zmodyfikowanej metody Sainte-Laguë | Podział mandatów dla komitetów wyborczych na podstawie zmodyfikowanej metody Sainte-Laguë | Podział mandatów dla komitetów wyborczych na podstawie zmodyfikowanej metody Sainte-Laguë | Podział mandatów dla komitetów wyborczych na podstawie zmodyfikowanej metody Sainte-Laguë | Podział mandatów dla komitetów wyborczych na podstawie zmodyfikowanej metody Sainte-Laguë | Podział mandatów dla komitetów wyborczych na podstawie zmodyfikowanej metody Sainte-Laguë | Podział mandatów dla komitetów wyborczych na podstawie zmodyfikowanej metody Sainte-Laguë | Podział mandatów dla komitetów wyborczych na podstawie zmodyfikowanej metody Sainte-Laguë | Podział mandatów dla komitetów wyborczych na podstawie zmodyfikowanej metody Sainte-Laguë | Podział mandatów dla komitetów wyborczych na podstawie zmodyfikowanej metody Sainte-Laguë | Podział mandatów dla komitetów wyborczych na podstawie zmodyfikowanej metody Sainte-Laguë | Podział mandatów dla komitetów wyborczych na podstawie zmodyfikowanej metody Sainte-Laguë |
| Komitet wyborczy                                                                          | Komitet wyborczy                                                                          | Liczba głosów                                                                             | Iloraz wyborczy                                                                           | Iloraz wyborczy                                                                           | Iloraz wyborczy                                                                           | Iloraz wyborczy                                                                           | Iloraz wyborczy                                                                           | Iloraz wyborczy                                                                           | Iloraz wyborczy                                                                           | Mandaty                                                                                   | TP                                                                                        |                                                                                           |
| Komitet wyborczy                                                                          | Komitet wyborczy                                                                          | Liczba głosów                                                                             | /1,4                                                                                      | /3                                                                                        | /5                                                                                        | /7                                                                                        | /9                                                                                        | ...                                                                                       | /23                                                                                       | Mandaty                                                                                   | TP                                                                                        |                                                                                           |
| ----------------------------------------------------------------------------------------- | ----------------------------------------------------------------------------------------- | ----------------------------------------------------------------------------------------- | ----------------------------------------------------------------------------------------- | ----------------------------------------------------------------------------------------- | ----------------------------------------------------------------------------------------- | ----------------------------------------------------------------------------------------- | ----------------------------------------------------------------------------------------- | ----------------------------------------------------------------------------------------- | ----------------------------------------------------------------------------------------- | ----------------------------------------------------------------------------------------- | ----------------------------------------------------------------------------------------- | ----------------------------------------------------------------------------------------- |
|                                                                                           | KKW Sojusz Lewicy Demokratycznej – Unia Pracy                                             | 95 939                                                                                    | 68 528                                                                                    | 31 980                                                                                    | 19 188                                                                                    | 13 706                                                                                    | 10 660                                                                                    | ...                                                                                       | 4171                                                                                      | 4                                                                                         | 3,88                                                                                      |                                                                                           |
|                                                                                           | Polskie Stronnictwo Ludowe                                                                | 73 257                                                                                    | 52 326                                                                                    | 24 419                                                                                    | 14 651                                                                                    | 10 465                                                                                    | 8140                                                                                      | ...                                                                                       | 3185                                                                                      | 3                                                                                         | 2,97                                                                                      |                                                                                           |
|                                                                                           | Samoobrona Rzeczpospolitej Polskiej                                                       | 45 277                                                                                    | 32 341                                                                                    | 15 092                                                                                    | 9055                                                                                      | 6468                                                                                      | 5031                                                                                      | ...                                                                                       | 1969                                                                                      | 2                                                                                         | 1,83                                                                                      |                                                                                           |
|                                                                                           | Liga Polskich Rodzin                                                                      | 30 858                                                                                    | 22 041                                                                                    | 10 286                                                                                    | 6172                                                                                      | 4408                                                                                      | 3429                                                                                      | ...                                                                                       | 1342                                                                                      | 1                                                                                         | 1,25                                                                                      |                                                                                           |
|                                                                                           | Prawo i Sprawiedliwość                                                                    | 26 885                                                                                    | 19 204                                                                                    | 8962                                                                                      | 5377                                                                                      | 3841                                                                                      | 2987                                                                                      | ...                                                                                       | 1169                                                                                      | 1                                                                                         | 1,09                                                                                      |                                                                                           |
|                                                                                           | KWW Platforma Obywatelska                                                                 | 24 258                                                                                    | 17 327                                                                                    | 8086                                                                                      | 4852                                                                                      | 3465                                                                                      | 2695                                                                                      | ...                                                                                       | 1055                                                                                      | 1                                                                                         | 0,98                                                                                      |                                                                                           |
| Ogółem                                                                                    | Ogółem                                                                                    | 296 474                                                                                   | –                                                                                         | –                                                                                         | –                                                                                         | –                                                                                         | –                                                                                         | –                                                                                         | –                                                                                         | 12                                                                                        | 12                                                                                        |                                                                                           |

### Wybory parlamentarne 2005
| Komitet wyborczy                                      | Komitet wyborczy                        | Głosów | %     | Mandaty | Wybrani posłowie                                                             |
| ----------------------------------------------------- | --------------------------------------- | ------ | ----- | ------- | ---------------------------------------------------------------------------- |
|                                                       | Prawo i Sprawiedliwość                  | 75 595 | 25,46 | 4       | Marian Piłka, Arkadiusz Czartoryski, Krzysztof Tchórzewski, Henryk Kowalczyk |
|                                                       | Samoobrona Rzeczpospolitej Polskiej     | 55 818 | 18,80 | 2       | Krzysztof Filipek, Grzegorz Skwierczyński                                    |
|                                                       | Polskie Stronnictwo Ludowe              | 48 548 | 16,35 | 2       | Jarosław Kalinowski, Marek Sawicki                                           |
|                                                       | Platforma Obywatelska RP                | 37 473 | 12,62 | 2       | Robert Ambroziewicz, Czesław Mroczek                                         |
|                                                       | Liga Polskich Rodzin                    | 34 874 | 11,75 | 1       | Bogusław Kowalski                                                            |
|                                                       | Sojusz Lewicy Demokratycznej            | 21 581 | 7,27  | 1       | Stanisława Prządka                                                           |
|                                                       | Socjaldemokracja Polska                 | 5560   | 1,87  | –       |                                                                              |
|                                                       | Ruch Patriotyczny                       | 4712   | 1,59  | –       |                                                                              |
|                                                       | Platforma Janusza Korwin-Mikke          | 3237   | 1,09  | –       |                                                                              |
|                                                       | Partia Demokratyczna – demokraci.pl     | 3119   | 1,05  | –       |                                                                              |
|                                                       | Polska Partia Narodowa                  | 1618   | 0,54  | –       |                                                                              |
|                                                       | Dom Ojczysty                            | 1494   | 0,50  | –       |                                                                              |
|                                                       | Polska Partia Pracy                     | 1407   | 0,47  | –       |                                                                              |
|                                                       | Inicjatywa RP                           | 1370   | 0,46  | –       |                                                                              |
|                                                       | KWW – Ogólnopolska Koalicja Obywatelska | 492    | 0,17  | –       |                                                                              |
| Frekwencja: 41,69% Źródło: Państwowa Komisja Wyborcza |                                         |        |       |         |                                                                              |

Poniższa tabela przedstawia podział mandatów dla komitetów wyborczych na podstawie uzyskanych głosów, a następnie obliczonych ilorazów wyborczych na podstawie metody D’Hondta.
| Podział mandatów dla komitetów wyborczych na podstawie metody D’Hondta | Podział mandatów dla komitetów wyborczych na podstawie metody D’Hondta | Podział mandatów dla komitetów wyborczych na podstawie metody D’Hondta | Podział mandatów dla komitetów wyborczych na podstawie metody D’Hondta | Podział mandatów dla komitetów wyborczych na podstawie metody D’Hondta | Podział mandatów dla komitetów wyborczych na podstawie metody D’Hondta | Podział mandatów dla komitetów wyborczych na podstawie metody D’Hondta | Podział mandatów dla komitetów wyborczych na podstawie metody D’Hondta | Podział mandatów dla komitetów wyborczych na podstawie metody D’Hondta | Podział mandatów dla komitetów wyborczych na podstawie metody D’Hondta | Podział mandatów dla komitetów wyborczych na podstawie metody D’Hondta | Podział mandatów dla komitetów wyborczych na podstawie metody D’Hondta |
| Komitet wyborczy                                                       | Komitet wyborczy                                                       | Liczba głosów                                                          | Iloraz wyborczy                                                        | Iloraz wyborczy                                                        | Iloraz wyborczy                                                        | Iloraz wyborczy                                                        | Iloraz wyborczy                                                        | Iloraz wyborczy                                                        | Iloraz wyborczy                                                        | Mandaty                                                                | TP                                                                     |
| Komitet wyborczy                                                       | Komitet wyborczy                                                       | Liczba głosów                                                          | /1                                                                     | /2                                                                     | /3                                                                     | /4                                                                     | /5                                                                     | ...                                                                    | /12                                                                    | Mandaty                                                                | TP                                                                     |
| ---------------------------------------------------------------------- | ---------------------------------------------------------------------- | ---------------------------------------------------------------------- | ---------------------------------------------------------------------- | ---------------------------------------------------------------------- | ---------------------------------------------------------------------- | ---------------------------------------------------------------------- | ---------------------------------------------------------------------- | ---------------------------------------------------------------------- | ---------------------------------------------------------------------- | ---------------------------------------------------------------------- | ---------------------------------------------------------------------- |
|                                                                        | Prawo i Sprawiedliwość                                                 | 75 595                                                                 | 75 595                                                                 | 37 798                                                                 | 25 198                                                                 | 18 899                                                                 | 15 119                                                                 | ...                                                                    | 6300                                                                   | 4                                                                      | 3,31                                                                   |
|                                                                        | Samoobrona Rzeczpospolitej Polskiej                                    | 55 818                                                                 | 55 818                                                                 | 27 909                                                                 | 18 606                                                                 | 13 955                                                                 | 11 164                                                                 | ...                                                                    | 4652                                                                   | 2                                                                      | 2,45                                                                   |
|                                                                        | Polskie Stronnictwo Ludowe                                             | 48 548                                                                 | 48 548                                                                 | 24 274                                                                 | 16 183                                                                 | 12 137                                                                 | 9710                                                                   | ...                                                                    | 4046                                                                   | 2                                                                      | 2,13                                                                   |
|                                                                        | Platforma Obywatelska RP                                               | 37 473                                                                 | 37 473                                                                 | 18 737                                                                 | 12 491                                                                 | 9368                                                                   | 7495                                                                   | ...                                                                    | 3123                                                                   | 2                                                                      | 1,64                                                                   |
|                                                                        | Liga Polskich Rodzin                                                   | 34 874                                                                 | 34 874                                                                 | 17 437                                                                 | 11 625                                                                 | 8719                                                                   | 6975                                                                   | ...                                                                    | 2906                                                                   | 1                                                                      | 1,53                                                                   |
|                                                                        | Sojusz Lewicy Demokratycznej                                           | 21 581                                                                 | 21 581                                                                 | 10 791                                                                 | 7194                                                                   | 5395                                                                   | 4316                                                                   | ...                                                                    | 1798                                                                   | 1                                                                      | 0,95                                                                   |
| Ogółem                                                                 | Ogółem                                                                 | 273 889                                                                | –                                                                      | –                                                                      | –                                                                      | –                                                                      | –                                                                      | –                                                                      | –                                                                      | 12                                                                     | 12                                                                     |

### Wybory parlamentarne 2007
| Komitet wyborczy                                      | Komitet wyborczy                      | Głosów  | %     | Mandaty | Wybrani posłowie |
| ----------------------------------------------------- | ------------------------------------- | ------- | ----- | ------- | --- |
|                                                       | Prawo i Sprawiedliwość                | 158 061 | 42,93 | 6       | Elżbieta Jakubiak, Krzysztof Tchórzewski, Arkadiusz Czartoryski, Henryk Kowalczyk, Bogusław Kowalski, Teresa Wargocka |
|                                                       | Platforma Obywatelska RP              | 91 401  | 24,83 | 3       | Czesław Mroczek, Andrzej Kania, Jacek Kozaczyński                                                                     |
|                                                       | Polskie Stronnictwo Ludowe            | 69 805  | 18,96 | 2       | Jarosław Kalinowski, Marek Sawicki, Krzysztof Borkowski                                                               |
|                                                       | KKW Lewica i Demokraci SLD+SDPL+PD+UP | 30 790  | 8,36  | 1       | Stanisława Prządka |
|                                                       | Samoobrona Rzeczpospolitej Polskiej   | 8686    | 2,36  | –       | |
|                                                       | Liga Polskich Rodzin                  | 6555    | 1,78  | –       | |
|                                                       | Polska Partia Pracy                   | 2844    | 0,77  | –       | |
| Frekwencja: 50,51% Źródło: Państwowa Komisja Wyborcza |                                       |         |       |         | |

Poniższa tabela przedstawia podział mandatów dla komitetów wyborczych na podstawie uzyskanych głosów, a następnie obliczonych ilorazów wyborczych na podstawie metody D’Hondta.
| Podział mandatów dla komitetów wyborczych na podstawie metody D’Hondta | Podział mandatów dla komitetów wyborczych na podstawie metody D’Hondta | Podział mandatów dla komitetów wyborczych na podstawie metody D’Hondta | Podział mandatów dla komitetów wyborczych na podstawie metody D’Hondta | Podział mandatów dla komitetów wyborczych na podstawie metody D’Hondta | Podział mandatów dla komitetów wyborczych na podstawie metody D’Hondta | Podział mandatów dla komitetów wyborczych na podstawie metody D’Hondta | Podział mandatów dla komitetów wyborczych na podstawie metody D’Hondta | Podział mandatów dla komitetów wyborczych na podstawie metody D’Hondta | Podział mandatów dla komitetów wyborczych na podstawie metody D’Hondta | Podział mandatów dla komitetów wyborczych na podstawie metody D’Hondta | Podział mandatów dla komitetów wyborczych na podstawie metody D’Hondta | Podział mandatów dla komitetów wyborczych na podstawie metody D’Hondta | Podział mandatów dla komitetów wyborczych na podstawie metody D’Hondta |
| Komitet wyborczy                                                       | Komitet wyborczy                                                       | Liczba głosów                                                          | Iloraz wyborczy                                                        | Iloraz wyborczy                                                        | Iloraz wyborczy                                                        | Iloraz wyborczy                                                        | Iloraz wyborczy                                                        | Iloraz wyborczy                                                        | Iloraz wyborczy                                                        | Iloraz wyborczy                                                        | Iloraz wyborczy                                                        | Mandaty                                                                | TP                                                                     |
| Komitet wyborczy                                                       | Komitet wyborczy                                                       | Liczba głosów                                                          | /1                                                                     | /2                                                                     | /3                                                                     | /4                                                                     | /5                                                                     | /6                                                                     | /7                                                                     | ...                                                                    | /12                                                                    | Mandaty                                                                | TP                                                                     |
| ---------------------------------------------------------------------- | ---------------------------------------------------------------------- | ---------------------------------------------------------------------- | ---------------------------------------------------------------------- | ---------------------------------------------------------------------- | ---------------------------------------------------------------------- | ---------------------------------------------------------------------- | ---------------------------------------------------------------------- | ---------------------------------------------------------------------- | ---------------------------------------------------------------------- | ---------------------------------------------------------------------- | ---------------------------------------------------------------------- | ---------------------------------------------------------------------- | ---------------------------------------------------------------------- |
|                                                                        | Prawo i Sprawiedliwość                                                 | 158 061                                                                | 158 061                                                                | 79 031                                                                 | 52 687                                                                 | 39 515                                                                 | 31 612                                                                 | 26 344                                                                 | 22 580                                                                 | ...                                                                    | 13 172                                                                 | 6                                                                      | 5,42                                                                   |
|                                                                        | Platforma Obywatelska RP                                               | 91 401                                                                 | 91 401                                                                 | 45 701                                                                 | 30 467                                                                 | 22 850                                                                 | 18 280                                                                 | 15 234                                                                 | 13 057                                                                 | ...                                                                    | 7617                                                                   | 3                                                                      | 3,13                                                                   |
|                                                                        | Polskie Stronnictwo Ludowe                                             | 69 805                                                                 | 69 805                                                                 | 34 903                                                                 | 23 268                                                                 | 17 451                                                                 | 13 961                                                                 | 11 634                                                                 | 9972                                                                   | ...                                                                    | 5817                                                                   | 2                                                                      | 2,39                                                                   |
|                                                                        | KKW Lewica i Demokraci SLD+SDPL+PD+UP                                  | 30 790                                                                 | 30 790                                                                 | 15 395                                                                 | 10 263                                                                 | 7698                                                                   | 6158                                                                   | 5132                                                                   | 4399                                                                   | ...                                                                    | 2566                                                                   | 1                                                                      | 1,06                                                                   |
| Ogółem                                                                 | Ogółem                                                                 | 350 057                                                                | –                                                                      | –                                                                      | –                                                                      | –                                                                      | –                                                                      | –                                                                      | –                                                                      | –                                                                      | –                                                                      | 12                                                                     | 12                                                                     |

### Wybory parlamentarne 2011
| Komitet wyborczy                                      | Komitet wyborczy                    | Głosów  | %     | Mandaty | Wybrani posłowie                                                                                     |
| ----------------------------------------------------- | ----------------------------------- | ------- | ----- | ------- | --- |
|                                                       | Prawo i Sprawiedliwość              | 139 926 | 40,88 | 5       | Krzysztof Tchórzewski, Krystyna Pawłowicz, Arkadiusz Czartoryski, Henryk Kowalczyk, Grzegorz Woźniak |
|                                                       | Platforma Obywatelska RP            | 77 181  | 22,55 | 3       | Czesław Mroczek, Jacek Kozaczyński, Andrzej Kania                                                    |
|                                                       | Polskie Stronnictwo Ludowe          | 61 136  | 17,86 | 2       | Marek Sawicki, Krzysztof Borkowski                                                                   |
|                                                       | Sojusz Lewicy Demokratycznej        | 24 418  | 7,13  | 1       | Stanisława Prządka                                                                                   |
|                                                       | Ruch Palikota                       | 23 490  | 6,86  | 1       | Bartłomiej Bodio                                                                                     |
|                                                       | Polska Jest Najważniejsza           | 7435    | 2,17  | –       | |
|                                                       | Nowa Prawica – Janusza Korwin-Mikke | 5549    | 1,62  | –       | |
|                                                       | Polska Partia Pracy – Sierpień 80   | 1917    | 0,56  | –       | |
|                                                       | Prawica                             | 1252    | 0,37  | –       | |
| Frekwencja: 47,33% Źródło: Państwowa Komisja Wyborcza |                                     |         |       |         | |

Poniższa tabela przedstawia podział mandatów dla komitetów wyborczych na podstawie uzyskanych głosów, a następnie obliczonych ilorazów wyborczych na podstawie metody D’Hondta.
| Podział mandatów dla komitetów wyborczych na podstawie metody D’Hondta | Podział mandatów dla komitetów wyborczych na podstawie metody D’Hondta | Podział mandatów dla komitetów wyborczych na podstawie metody D’Hondta | Podział mandatów dla komitetów wyborczych na podstawie metody D’Hondta | Podział mandatów dla komitetów wyborczych na podstawie metody D’Hondta | Podział mandatów dla komitetów wyborczych na podstawie metody D’Hondta | Podział mandatów dla komitetów wyborczych na podstawie metody D’Hondta | Podział mandatów dla komitetów wyborczych na podstawie metody D’Hondta | Podział mandatów dla komitetów wyborczych na podstawie metody D’Hondta | Podział mandatów dla komitetów wyborczych na podstawie metody D’Hondta | Podział mandatów dla komitetów wyborczych na podstawie metody D’Hondta | Podział mandatów dla komitetów wyborczych na podstawie metody D’Hondta | Podział mandatów dla komitetów wyborczych na podstawie metody D’Hondta |
| Komitet wyborczy                                                       | Komitet wyborczy                                                       | Liczba głosów                                                          | Iloraz wyborczy                                                        | Iloraz wyborczy                                                        | Iloraz wyborczy                                                        | Iloraz wyborczy                                                        | Iloraz wyborczy                                                        | Iloraz wyborczy                                                        | Iloraz wyborczy                                                        | Iloraz wyborczy                                                        | Mandaty                                                                | TP                                                                     |
| Komitet wyborczy                                                       | Komitet wyborczy                                                       | Liczba głosów                                                          | /1                                                                     | /2                                                                     | /3                                                                     | /4                                                                     | /5                                                                     | /6                                                                     | ...                                                                    | /12                                                                    | Mandaty                                                                | TP                                                                     |
| ---------------------------------------------------------------------- | ---------------------------------------------------------------------- | ---------------------------------------------------------------------- | ---------------------------------------------------------------------- | ---------------------------------------------------------------------- | ---------------------------------------------------------------------- | ---------------------------------------------------------------------- | ---------------------------------------------------------------------- | ---------------------------------------------------------------------- | ---------------------------------------------------------------------- | ---------------------------------------------------------------------- | ---------------------------------------------------------------------- | ---------------------------------------------------------------------- |
|                                                                        | Prawo i Sprawiedliwość                                                 | 139 926                                                                | 139 926                                                                | 69 963                                                                 | 46 642                                                                 | 34 982                                                                 | 27 985                                                                 | 23 321                                                                 | ...                                                                    | 11 661                                                                 | 5                                                                      | 5,15                                                                   |
|                                                                        | Platforma Obywatelska RP                                               | 77 181                                                                 | 77 181                                                                 | 38 591                                                                 | 25 727                                                                 | 19 295                                                                 | 15 436                                                                 | 12 864                                                                 | ...                                                                    | 6432                                                                   | 3                                                                      | 2,84                                                                   |
|                                                                        | Polskie Stronnictwo Ludowe                                             | 61 136                                                                 | 61 136                                                                 | 30 568                                                                 | 20 379                                                                 | 15 284                                                                 | 12 227                                                                 | 10 189                                                                 | ...                                                                    | 5095                                                                   | 2                                                                      | 2,25                                                                   |
|                                                                        | Sojusz Lewicy Demokratycznej                                           | 24 418                                                                 | 24 418                                                                 | 12 209                                                                 | 8139                                                                   | 6105                                                                   | 4884                                                                   | 4070                                                                   | ...                                                                    | 2035                                                                   | 1                                                                      | 0,90                                                                   |
|                                                                        | Ruch Palikota                                                          | 23 490                                                                 | 23 490                                                                 | 11 745                                                                 | 7830                                                                   | 5873                                                                   | 4698                                                                   | 3915                                                                   | ...                                                                    | 1958                                                                   | 1                                                                      | 0,86                                                                   |
| Ogółem                                                                 | Ogółem                                                                 | 326 151                                                                | –                                                                      | –                                                                      | –                                                                      | –                                                                      | –                                                                      | –                                                                      | –                                                                      | –                                                                      | 12                                                                     | 12                                                                     |

### Wybory parlamentarne 2015
| Komitet wyborczy                                      | Komitet wyborczy                             | Głosów  | %     | Mandaty | Wybrani posłowie |
| ----------------------------------------------------- | -------------------------------------------- | ------- | ----- | ------- | --- |
|                                                       | Prawo i Sprawiedliwość                       | 191 733 | 51,10 | 8       | Krzysztof Tchórzewski, Arkadiusz Czartoryski, Henryk Kowalczyk, Marek Zagórski, Krystyna Pawłowicz, Grzegorz Woźniak, Daniel Milewski, Teresa Wargocka |
|                                                       | Platforma Obywatelska RP                     | 50 858  | 13,55 | 2       | Jolanta Hibner, Czesław Mroczek |
|                                                       | Polskie Stronnictwo Ludowe                   | 38 396  | 10,23 | 1       | Marek Sawicki |
|                                                       | KWW Kukiz’15                                 | 31 378  | 8,36  | 1       | Anna Siarkowska |
|                                                       | Nowoczesna Ryszarda Petru                    | 17 386  | 4,63  | –       | |
|                                                       | KKW Zjednoczona Lewica SLD+TR+PPS+UP+Zieloni | 16 327  | 4,35  | –       | |
|                                                       | KORWiN                                       | 16 332  | 4,35  | –       | |
|                                                       | Partia Razem                                 | 9964    | 2,66  | –       | |
|                                                       | KWW Grzegorza Brauna „Szczęść Boże!”         | 1239    | 0,33  | –       | |
|                                                       | KWW JOW Bezpartyjni                          | 1045    | 0,28  | –       | |
|                                                       | KWW Ruch Społeczny Rzeczypospolitej Polskiej | 582     | 0,16  | –       | |
| Frekwencja: 50,56% Źródło: Państwowa Komisja Wyborcza |                                              |         |       |         | |

Poniższa tabela przedstawia podział mandatów dla komitetów wyborczych na podstawie uzyskanych głosów, a następnie obliczonych ilorazów wyborczych na podstawie metody D’Hondta.
| Podział mandatów dla komitetów wyborczych na podstawie metody D’Hondta | Podział mandatów dla komitetów wyborczych na podstawie metody D’Hondta | Podział mandatów dla komitetów wyborczych na podstawie metody D’Hondta | Podział mandatów dla komitetów wyborczych na podstawie metody D’Hondta | Podział mandatów dla komitetów wyborczych na podstawie metody D’Hondta | Podział mandatów dla komitetów wyborczych na podstawie metody D’Hondta | Podział mandatów dla komitetów wyborczych na podstawie metody D’Hondta | Podział mandatów dla komitetów wyborczych na podstawie metody D’Hondta | Podział mandatów dla komitetów wyborczych na podstawie metody D’Hondta | Podział mandatów dla komitetów wyborczych na podstawie metody D’Hondta | Podział mandatów dla komitetów wyborczych na podstawie metody D’Hondta | Podział mandatów dla komitetów wyborczych na podstawie metody D’Hondta | Podział mandatów dla komitetów wyborczych na podstawie metody D’Hondta | Podział mandatów dla komitetów wyborczych na podstawie metody D’Hondta | Podział mandatów dla komitetów wyborczych na podstawie metody D’Hondta | Podział mandatów dla komitetów wyborczych na podstawie metody D’Hondta |
| Komitet wyborczy                                                       | Komitet wyborczy                                                       | Liczba głosów                                                          | Iloraz wyborczy                                                        | Iloraz wyborczy                                                        | Iloraz wyborczy                                                        | Iloraz wyborczy                                                        | Iloraz wyborczy                                                        | Iloraz wyborczy                                                        | Iloraz wyborczy                                                        | Iloraz wyborczy                                                        | Iloraz wyborczy                                                        | Iloraz wyborczy                                                        | Iloraz wyborczy                                                        | Mandaty                                                                | TP                                                                     |
| Komitet wyborczy                                                       | Komitet wyborczy                                                       | Liczba głosów                                                          | /1                                                                     | /2                                                                     | /3                                                                     | /4                                                                     | /5                                                                     | /6                                                                     | /7                                                                     | /8                                                                     | /9                                                                     | ...                                                                    | /12                                                                    | Mandaty                                                                | TP                                                                     |
| ---------------------------------------------------------------------- | ---------------------------------------------------------------------- | ---------------------------------------------------------------------- | ---------------------------------------------------------------------- | ---------------------------------------------------------------------- | ---------------------------------------------------------------------- | ---------------------------------------------------------------------- | ---------------------------------------------------------------------- | ---------------------------------------------------------------------- | ---------------------------------------------------------------------- | ---------------------------------------------------------------------- | ---------------------------------------------------------------------- | ---------------------------------------------------------------------- | ---------------------------------------------------------------------- | ---------------------------------------------------------------------- | ---------------------------------------------------------------------- |
|                                                                        | Prawo i Sprawiedliwość                                                 | 191 733                                                                | 191 733                                                                | 95 867                                                                 | 63 911                                                                 | 47 933                                                                 | 38 347                                                                 | 31 956                                                                 | 27 390                                                                 | 23 967                                                                 | 21 304                                                                 | ...                                                                    | 15 978                                                                 | 8                                                                      | 6,98                                                                   |
|                                                                        | Platforma Obywatelska RP                                               | 50 858                                                                 | 50 858                                                                 | 25 429                                                                 | 16 953                                                                 | 12 715                                                                 | 10 172                                                                 | 8476                                                                   | 7265                                                                   | 6357                                                                   | 5651                                                                   | ...                                                                    | 4238                                                                   | 2                                                                      | 1,85                                                                   |
|                                                                        | Polskie Stronnictwo Ludowe                                             | 38 396                                                                 | 38 396                                                                 | 19 198                                                                 | 12 799                                                                 | 9599                                                                   | 7679                                                                   | 6399                                                                   | 5485                                                                   | 4800                                                                   | 4266                                                                   | ...                                                                    | 3200                                                                   | 1                                                                      | 1,40                                                                   |
|                                                                        | KWW Kukiz’15                                                           | 31 378                                                                 | 31 378                                                                 | 15 689                                                                 | 10 459                                                                 | 7845                                                                   | 6276                                                                   | 5230                                                                   | 4483                                                                   | 3922                                                                   | 3486                                                                   | ...                                                                    | 2615                                                                   | 1                                                                      | 1,14                                                                   |
|                                                                        | Nowoczesna Ryszarda Petru                                              | 17 386                                                                 | 17 386                                                                 | 8693                                                                   | 5795                                                                   | 4347                                                                   | 3477                                                                   | 2898                                                                   | 2484                                                                   | 2173                                                                   | 1932                                                                   | ...                                                                    | 1449                                                                   | 0                                                                      | 0,63                                                                   |
| Ogółem                                                                 | Ogółem                                                                 | 329 751                                                                | –                                                                      | –                                                                      | –                                                                      | –                                                                      | –                                                                      | –                                                                      | –                                                                      | –                                                                      | –                                                                      | –                                                                      | –                                                                      | 12                                                                     | 12                                                                     |

### Wybory parlamentarne 2019
| Komitet wyborczy                                      | Komitet wyborczy                           | Głosów  | %     | Mandaty | Wybrani posłowie |
| ----------------------------------------------------- | ------------------------------------------ | ------- | ----- | ------- | --- |
|                                                       | Prawo i Sprawiedliwość                     | 270 641 | 59,76 | 9       | Krzysztof Tchórzewski, Henryk Kowalczyk, Daniel Milewski, Arkadiusz Czartoryski, Grzegorz Woźniak, Teresa Wargocka, Marek Zagórski, Anna Siarkowska, Maciej Górski, Iwona Kurowska |
|                                                       | KKW Koalicja Obywatelska PO .N iPL Zieloni | 63 124  | 13,94 | 2       | Kamila Gasiuk-Pihowicz, Czesław Mroczek |
|                                                       | Polskie Stronnictwo Ludowe                 | 54 085  | 11,94 | 1       | Marek Sawicki |
|                                                       | Konfederacja Wolność i Niepodległość       | 29 390  | 6,49  | –       | |
|                                                       | Sojusz Lewicy Demokratycznej               | 29 235  | 6,45  | –       | |
|                                                       | KWW Koalicja Bezpartyjni i Samorządowcy    | 5019    | 1,11  | –       | |
|                                                       | Akcja Zawiedzionych Emerytów i Rencistów   | 1412    | 0,31  | –       | |
| Frekwencja: 60,98% Źródło: Państwowa Komisja Wyborcza |                                            |         |       |         | |

Poniższa tabela przedstawia podział mandatów dla komitetów wyborczych na podstawie uzyskanych głosów, a następnie obliczonych ilorazów wyborczych na podstawie metody D’Hondta.
|        | Prawo i Sprawiedliwość                     | 270 641 | 270 641 | 135 321 | 90 241 | 67 660 | 54 128 | 45 107 | 38 663 | 33 830 | 30 071 | 27 064 | 24 604 | 22 553 | 9  | 7,27 |
|        | KKW Koalicja Obywatelska PO .N iPL Zieloni | 63 124  | 63 124  | 31 562  | 21 041 | 15 781 | 12 625 | 10 521 | 9018   | 7891   | 7014   | 6312   | 5739   | 5260   | 2  | 1,70 |
|        | Polskie Stronnictwo Ludowe                 | 54 085  | 54 085  | 27 043  | 18 028 | 13 521 | 10 817 | 9014   | 7726   | 6761   | 6009   | 5409   | 4917   | 4507   | 1  | 1,45 |
|        | Konfederacja Wolność i Niepodległość       | 29 390  | 29 390  | 14 695  | 9797   | 7348   | 5878   | 4898   | 4199   | 3674   | 3266   | 2939   | 2672   | 2449   | 0  | 0,79 |
|        | Sojusz Lewicy Demokratycznej               | 29 235  | 29 235  | 14 618  | 9745   | 7309   | 5847   | 4873   | 4176   | 3654   | 3248   | 2924   | 2658   | 2436   | 0  | 0,79 |
| Ogółem | Ogółem                                     | 446 475 | –       | –       | –      | –      | –      | –      | –      | –      | –      | –      | –      | –      | 12 | 12   |

### Wybory parlamentarne 2023
| Komitet wyborczy                                      | Komitet wyborczy                                                           | Głosów  | %     | Mandaty | Wybrani posłowie |
| ----------------------------------------------------- | -------------------------------------------------------------------------- | ------- | ----- | ------- | --- |
|                                                       | Prawo i Sprawiedliwość                                                     | 262 236 | 48,62 | 7       | Maria Koc, Daniel Milewski, Henryk Kowalczyk, Krzysztof Tchórzewski, Arkadiusz Czartoryski, Marcin Grabowski, Grzegorz Woźniak |
|                                                       | KKW Koalicja Obywatelska PO .N iPL Zieloni                                 | 100 902 | 18,71 | 2       | Kamila Gasiuk-Pihowicz, Czesław Mroczek, Mariusz Popielarz                                                                     |
|                                                       | KKW Trzecia Droga Polska 2050 Szymona Hołowni – Polskie Stronnictwo Ludowe | 83 681  | 15,51 | 2       | Marek Sawicki, Żaneta Cwalina-Śliwowska                                                                                        |
|                                                       | Konfederacja Wolność i Niepodległość                                       | 44 299  | 8,21  | 1       | Krzysztof Mulawa |
|                                                       | Nowa Lewica                                                                | 26 149  | 4,85  | –       | |
|                                                       | Polska Jest Jedna                                                          | 10 229  | 1,90  | –       | |
|                                                       | Bezpartyjni Samorządowcy                                                   | 10 045  | 1,86  | –       | |
|                                                       | Normalny Kraj                                                              | 1044    | 0,19  | –       | |
|                                                       | Ruch Naprawy Polski                                                        | 823     | 0,15  | –       | |
| Frekwencja: 74,91% Źródło: Państwowa Komisja Wyborcza |                                                                            |         |       |         | |

Poniższa tabela przedstawia podział mandatów dla komitetów wyborczych na podstawie uzyskanych głosów, a następnie obliczonych ilorazów wyborczych na podstawie metody D’Hondta.
| Podział mandatów dla komitetów wyborczych na podstawie metody D’Hondta | Podział mandatów dla komitetów wyborczych na podstawie metody D’Hondta     | Podział mandatów dla komitetów wyborczych na podstawie metody D’Hondta | Podział mandatów dla komitetów wyborczych na podstawie metody D’Hondta | Podział mandatów dla komitetów wyborczych na podstawie metody D’Hondta | Podział mandatów dla komitetów wyborczych na podstawie metody D’Hondta | Podział mandatów dla komitetów wyborczych na podstawie metody D’Hondta | Podział mandatów dla komitetów wyborczych na podstawie metody D’Hondta | Podział mandatów dla komitetów wyborczych na podstawie metody D’Hondta | Podział mandatów dla komitetów wyborczych na podstawie metody D’Hondta | Podział mandatów dla komitetów wyborczych na podstawie metody D’Hondta | Podział mandatów dla komitetów wyborczych na podstawie metody D’Hondta | Podział mandatów dla komitetów wyborczych na podstawie metody D’Hondta | Podział mandatów dla komitetów wyborczych na podstawie metody D’Hondta | Podział mandatów dla komitetów wyborczych na podstawie metody D’Hondta |
| Komitet wyborczy                                                       | Komitet wyborczy                                                           | Liczba głosów                                                          | Iloraz wyborczy                                                        | Iloraz wyborczy                                                        | Iloraz wyborczy                                                        | Iloraz wyborczy                                                        | Iloraz wyborczy                                                        | Iloraz wyborczy                                                        | Iloraz wyborczy                                                        | Iloraz wyborczy                                                        | Iloraz wyborczy                                                        | Iloraz wyborczy                                                        | Mandaty                                                                | TP                                                                     |
| Komitet wyborczy                                                       | Komitet wyborczy                                                           | Liczba głosów                                                          | /1                                                                     | /2                                                                     | /3                                                                     | /4                                                                     | /5                                                                     | /6                                                                     | /7                                                                     | /8                                                                     | ...                                                                    | /12                                                                    | Mandaty                                                                | TP                                                                     |
| ---------------------------------------------------------------------- | -------------------------------------------------------------------------- | ---------------------------------------------------------------------- | ---------------------------------------------------------------------- | ---------------------------------------------------------------------- | ---------------------------------------------------------------------- | ---------------------------------------------------------------------- | ---------------------------------------------------------------------- | ---------------------------------------------------------------------- | ---------------------------------------------------------------------- | ---------------------------------------------------------------------- | ---------------------------------------------------------------------- | ---------------------------------------------------------------------- | ---------------------------------------------------------------------- | ---------------------------------------------------------------------- |
|                                                                        | Prawo i Sprawiedliwość                                                     | 262 236                                                                | 262 236                                                                | 131 118                                                                | 87 412                                                                 | 65 559                                                                 | 52 447                                                                 | 43 706                                                                 | 37 462                                                                 | 32 780                                                                 | ...                                                                    | 21 853                                                                 | 7                                                                      | 6,08                                                                   |
|                                                                        | KKW Koalicja Obywatelska PO .N iPL Zieloni                                 | 100 902                                                                | 100 902                                                                | 50 451                                                                 | 33 634                                                                 | 25 226                                                                 | 20 180                                                                 | 16 817                                                                 | 14 415                                                                 | 12 613                                                                 | ...                                                                    | 8409                                                                   | 2                                                                      | 2,34                                                                   |
|                                                                        | KKW Trzecia Droga Polska 2050 Szymona Hołowni – Polskie Stronnictwo Ludowe | 83 681                                                                 | 83 681                                                                 | 41 841                                                                 | 27 894                                                                 | 20 920                                                                 | 16 736                                                                 | 13 947                                                                 | 11 954                                                                 | 10 460                                                                 | ...                                                                    | 6973                                                                   | 2                                                                      | 1,94                                                                   |
|                                                                        | Konfederacja Wolność i Niepodległość                                       | 44 299                                                                 | 44 299                                                                 | 22 150                                                                 | 14 766                                                                 | 11 075                                                                 | 8860                                                                   | 7383                                                                   | 6328                                                                   | 5537                                                                   | ...                                                                    | 3692                                                                   | 1                                                                      | 1,03                                                                   |
|                                                                        | Nowa Lewica                                                                | 26 149                                                                 | 26 149                                                                 | 13 075                                                                 | 8716                                                                   | 6537                                                                   | 5230                                                                   | 4358                                                                   | 3736                                                                   | 3269                                                                   | ...                                                                    | 2179                                                                   | 0                                                                      | 0,61                                                                   |
| Ogółem                                                                 | Ogółem                                                                     | 517 267                                                                | —                                                                      | —                                                                      | —                                                                      | —                                                                      | —                                                                      | —                                                                      | —                                                                      | —                                                                      | —                                                                      | —                                                                      | 12                                                                     | 12                                                                     |